# The Last President
Ultimul președinte (The Last President) este un roman științifico-fantastic din 2013 scris de John Barnes. Este a treia parte din seria Daybreak.

## Rezumat
În 2025 și 2026, după ce mișcarea „Daybreak”  a dezlănțuit o ciumă nanotehnologică și atacuri nucleare și electromagnetice, populația Pământului a fost mult redusă și forțată să se întoarcă la tehnologia din secolul al XIX-lea sau mai veche. Două regiuni, una cu capitala în Seattle, Washington și cealaltă cu capitala în Atena, Georgia, pretind fiecare că reprezintă guvernul SUA, în timp ce regiunile semi-independente din jurul New Yorkului (din ce în ce mai fasciste), din California (feudale), din Colorado (aparent neutru și dedicat cercetării și comunicării) și din Texas au o oarecare dorință de a participa la un SUA refăcut. O mare parte din nord-est este locuită de „tribali” cărora li s-a spălat creierul în mod misterios de „Daybreak”. Unul dintre membrii mișcării, Lordul Robert se desprinde aparent de aceasta.
În ciuda tensiunilor dintre credincioșii seculariști ai drepturilor omului din nord-vest și teocrații creștini fundamentaliști din sud, majoritatea regiunilor încearcă să se coordoneze într-o campanie militară împotriva tribalilor și să pregătească alegerile prezidențiale pentru reunificarea țării. Cu toate acestea, se dovedește că liderii acelor regiuni au fost păcăliți în campanie de Daybreak pentru că s-a unificat cu Lordul Robert. Forțele americane sunt învinse dezastruos. Unul dintre liderii din Colorado numește un președinte cu unicul scop de a dizolva Statele Unite și de a demisiona. Ea și alți supraviețuitori ai încercării de reunificare își găsesc refugiu în California și Indiile de Vest, care pot deveni centre ale efortului de reconstruire a civilizației.

## Primire
Kirkus Reviews a afirmat că: „există o doză echitabilă de acțiune, care implică adesea apărători curajoși care încearcă să reziste atacurilor zombi în valuri umane. Dar, din nou, distribuția a mii de oameni, schimbările neîncetate ale scenei și densitatea absolută a narațiunii o fac să fie dificilă. Cu toate acestea, povestea se apropie de o concluzie.” 